# Bulbophyllum putii
Bulbophyllum putii là một loài phong lan thuộc chi Bulbophyllum.